# Vorstelijke inhuldiging

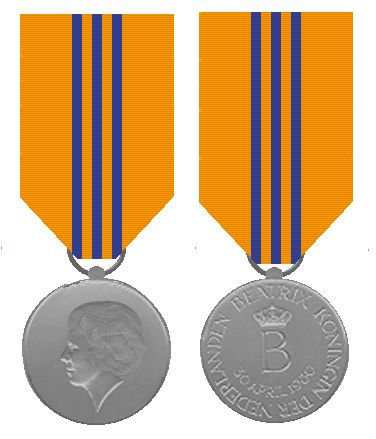
De Nederlandse Inhuldigingsmedaille 1980 van de inhuldiging van koningin Beatrix

Bij een vorstelijke inhuldiging wordt een vorst op officiële wijze voor het eerst door zijn of haar onderdanen gehuldigd. Deze inhuldiging vindt plaats na zijn of haar aanvaarding van het koningschap en het afleggen van de eed op de grondwet.
De inhuldiging is een ceremonie die de kroning vervangt of daarop een aanvulling is. Kroningen hebben een religieus karakter. Inhuldigingen zijn seculier van karakter. In een staat waarin kerk en staat zijn gescheiden, ligt een inhuldiging voor de hand. In een land met een staatskerk ziet men eerder een kroning, maar dit is geen wet van Meden en Perzen, want in Denemarken, dat een Lutherse staatskerk heeft, wordt de koning sinds 1850 ingehuldigd. In het koninkrijk Beieren, dat seculier was, werd de koning gekroond.

## Nederland
De Nederlandse koningen, de soeverein vorst Willem I, en de koning van Holland (Lodewijk Napoleon), werden allen ingehuldigd, net als alle Nederlandse vorsten na hen. De inhuldiging houdt in dat de volksvertegenwoordigers, verzameld in de Staten Generaal, hun trouw aan de vorst betuigen nadat de vorst zelf eerst de eed op de grondwet heeft afgelegd, conform hoofdstuk 2 (artikelen 32 en 49) van de Nederlandse grondwet.
Ook zonder inhuldiging heeft de koning al regeringsmacht. De troon is immers nooit vacant. De inhuldiging is daarvan alleen de bevestiging en heeft derhalve een declaratoir karakter.

### Inhuldigingen

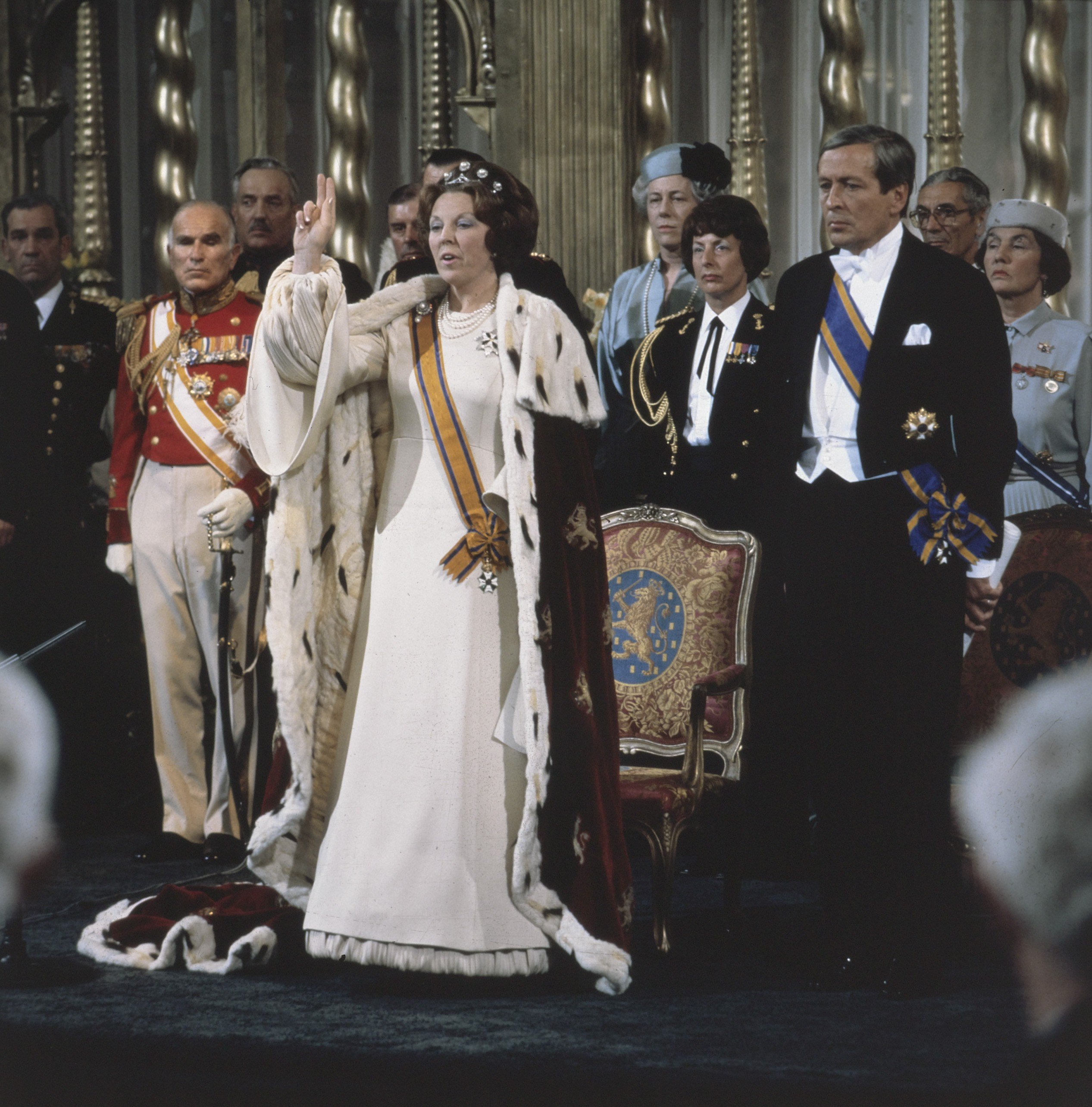
Eedaflegging Beatrix (1980)

Zo spoedig mogelijk na de aanvaarding van het koninklijk gezag vindt de beëdiging en inhuldiging van de nieuwe koning plaats in de hoofdstad Amsterdam. Dit gebeurt in een verenigde vergadering van de Staten-Generaal, waarbij de koning de eed of de belofte aflegt ten overstaan van die vergadering en de delegaties uit het Caraïbisch gebied van het koninkrijk.
- 30 maart 1814: Willem I als soeverein vorst (soeverein vorst sinds 6 december 1813)
- 21 september 1815: Willem I als koning (in Brussel) (koning sinds 16 maart)
- 28 november 1840: koning Willem II (koning sinds 7 oktober 1840)
- 12 mei 1849: koning Willem III (koning sinds 17 maart)
- 6 september 1898: koningin Wilhelmina (meerderjarig koningin sinds 31 augustus)
- 6 september 1948: koningin Juliana (koningin sinds 4 september)
- 30 april 1980: koningin Beatrix
- 30 april 2013: koning Willem-Alexander